# Under the Knife
Under the Knife è il primo EP degli Hatebreed.

## Tracce
1. Smash Your Enemies – 2:12
2. Kill An Addict – 1:02
3. Under The Knife – 1:33
4. Filth – 1:42
5. Not One Truth – 2:09
6. Severed – 2:40
7. Puritan – 3:07

## Formazione
- Jamey Jasta - voce
- Larry Dwyer, Jr. - chitarra
- Wayne Lozinak - chitarra
- Chris Beattie - basso
- Dave Russo - batteria